# Grand Prix moto de France 1986
Le Grand Prix moto de France 1986 est la huitième manche du championnat du monde de vitesse moto 1986. La compétition s'est déroulée du 18 au 20 juillet 1986 sur le circuit Paul Ricard au Castellet.
C'est la 52e édition du Grand Prix moto de France et la 30e édition comptant pour les championnats du monde.

## Résultats des 500 cm³
| Pos  | Pilote              | Moto      | Temps           | Points |
| ---- | ------------------- | --------- | --------------- | ------ |
| 1    | Eddie Lawson        | Yamaha    | 42 min 57 s 010 | 20     |
| 2    | Randy Mamola        | Yamaha    | +12 s 350       | 17     |
| 3    | Christian Sarron    | Yamaha    | +14 s 460       | 15     |
| 4    | Mike Baldwin        | Yamaha    | +14 s 820       | 13     |
| 5    | Wayne Gardner       | Honda     | +22 s 260       | 11     |
| 6    | Rob McElnea         | Yamaha    | +26 s 170       | 10     |
| 7    | Ron Haslam          | Elf Honda | +1 min 05 s 030 | 9      |
| 8    | Didier de Radiguès  | Honda     | +1 min 26 s 070 | 8      |
| 9    | Dave Petersen       | Suzuki    | +1 min 41 s 180 | 7      |
| 10   | Paul Lewis          | Suzuki    | +1 min 52 s 950 | 6      |
| 11   | Wolfgang von Muralt | Suzuki    | +1 tour         | 5      |
| 12   | Marco Gentile       | Fior      | +1 tour         | 4      |
| 13   | Christian Le Liard  | Honda     | +1 tour         | 3      |
| 14   | Mile Pajic          | Honda     | +1 tour         | 2      |
| 15   | Simon Buckmaster    | Honda     | +1 tour         | 1      |
| 16   | Alessandro Valesi   | Honda     | +1 tour         |        |
| 17   | Dietmar Mayer       | Honda     | +1 tour         |        |
| 18   | Juan Garriga        | Honda     | +1 tour         |        |
| 19   | Esko Kuparinen      | Honda     | +1 tour         |        |
| Nc.  | Shunji Yatsushiro   | Honda     | +Non classé     |        |
| Abd. | ...                 | ...       | Abandon         |        |

## Résultats des 250 cm³
| Pos  | Pilote               | Moto       | Temps           | Points |
| ---- | -------------------- | ---------- | --------------- | ------ |
| 1    | Carlos Lavado        | Yamaha     | 38 min 35 s 620 | 20     |
| 2    | Sito Pons            | Honda      | +1 s 830        | 17     |
| 3    | Dominique Sarron     | Honda      | +5 s 030        | 15     |
| 4    | Jean-François Baldé  | Honda      | +10 s 260       | 13     |
| 5    | Anton Mang           | Honda      | +10 s 930       | 11     |
| 6    | Martin Wimmer        | Yamaha     | +11 s 390       | 10     |
| 7    | Pierre Bollé         | Parisienne | +11 s 940       | 9      |
| 8    | Maurizio Vitali      | Garelli    | +30 s 680       | 8      |
| 9    | Virginio Ferrari     | Honda      | +30 s 680       | 7      |
| 10   | Tadahiko Taira       | Yamaha     | +35 s 720       | 6      |
| 11   | Jacques Cornu        | Yamaha     | + ?             | 5      |
| 12   | Stefano Caracchi     | Armstrong  | + ?             | 4      |
| 13   | Loris Reggiani       | Yamaha     | + ?             | 3      |
| 14   | Hans Lindner         | Rotax      | + ?             | 2      |
| 15   | Reinhold Roth        | Rieju      | + ?             | 1      |
| 16   | Jean Foray           | Chevallier | + ?             |        |
| 17   | Carlos Cardus        | Honda      | + ?             |        |
| 18   | Bruno Bonhuil        | Honda      | + ?             |        |
| 19   | Harald Eckl          | Yamaha     | + ?             |        |
| 20   | Alan Carter          | Yamaha     | + ?             |        |
| 21   | Niall Mackenzie      | ?          | + ?             |        |
| 22   | Massimo Matteoni     | Rieju      | + ?             |        |
| 23   | Alberto Rota         | Honda      | + ?             |        |
| 24   | Jean-Michel Mattioli | Yamaha     | + ?             |        |
| 25   | Konrad Hefele        | ?          | + ?             |        |
| 26   | Stephane Mertens     | Yamaha     | + ?             |        |
| 27   | Fausto Ricci         | Honda      | + ?             |        |
| Nc.  | Andy Preining        | Rotax      | Non classé      |        |
| Abd. | ...                  | ...        | Abandon         |        |

## Résultats des 125 cm³
| Pos  | Pilote             | Moto      | Temps           | Points |
| ---- | ------------------ | --------- | --------------- | ------ |
| 1    | Luca Cadalora      | Garelli   | 36 min 08 s 810 | 20     |
| 2    | Fausto Gresini     | Garelli   | +1 s 000        | 17     |
| 3    | August Auinger     | Bartol    | +1 s 430        | 15     |
| 4    | Bruno Kneubühler   | MBA       | +2 s 030        | 13     |
| 5    | Domenico Brigaglia | Ducados   | +29 s 880       | 11     |
| 6    | Lucio Pietroniro   | MBA       | +33 s 710       | 10     |
| 7    | Pierpaolo Bianchi  | Seel Elit | +36 s 310       | 9      |
| 8    | Johnny Wickstroem  | Tunturi   | +48 s 690       | 8      |
| 9    | Angel Nieto        | Ducados   | +49 s 890       | 7      |
| 10   | Thierry Feuz       | MBA       | +50 s 200       | 6      |
| 11   | Jussi Hautaniemi   | MBA       | + ?             | 5      |
| 12   | Paul Bordès        | MBA       | + ?             | 4      |
| 13   | Willy Perez        | Zanella   | + ?             | 3      |
| 14   | Hakan Olsson       | Starol    | + ?             | 2      |
| 15   | Eric Gijsel        | MBA       | + ?             | 1      |
| 16   | Titer Balaz        | MBA       | + ?             |        |
| 17   | Esa Kytölä         | MBA       | + ?             |        |
| 18   | Mike Leitner       | LCR       | + ?             |        |
| Nc.  | Norbert Peschke    | MBA       | Non classé      |        |
| Abd. | ...                | ...       | Abandon         |        |